# Diócesis de San Francisco de Macorís
La diócesis de San Francisco de Macorís (en latín: Dioecesis Sancti Francisci de Macoris) es una circunscripción eclesiástica de la Iglesia católica en la República Dominicana. Se trata de una diócesis latina, sufragánea de la arquidiócesis de Santiago de los Caballeros. Desde el 15 de mayo de 2021 su obispo es Ramón Alfredo de la Cruz Baldera.

## Territorio y organización
La diócesis tiene 4124 km² y extiende su jurisdicción sobre los fieles católicos de rito latino residentes en las provincias de: Duarte, María Trinidad Sánchez y Samaná.
La sede de la diócesis se encuentra en la ciudad de San Francisco de Macorís, en donde se halla la Catedral de Santa Ana.
En 2022 en la diócesis existían 48 parroquias.

## Historia
La diócesis fue erigida el 16 de enero de 1978 con la bula Aptiora in dies del papa Pablo VI, derivando el territorio de las diócesis de La Vega y Santiago de los Caballeros (hoy arquidiócesis). Originalmente fue sufragánea de la arquidiócesis de Santo Domingo.
El 14 de febrero de 1994 pasó a formar parte de la provincia eclesiástica de la arquidiócesis de Santiago de los Caballeros.

## Estadísticas
Según el Anuario Pontificio 2023 la diócesis tenía a fines de 2022 un total de 646 620 fieles bautizados.
| Año                                                                             | Población            | Población | Población      | Sacerdotes | Sacerdotes    | Sacerdotes    | Bautizados por sacerdote | Diáconos permanentes | Religiosos | Religiosos | Parroquias |
| Año                                                                             | Bautizados católicos | Total     | % de católicos | Total      | Clero secular | Clero regular | Bautizados por sacerdote | Diáconos permanentes | Varones    | Mujeres    | Parroquias |
| ------------------------------------------------------------------------------- | -------------------- | --------- | -------------- | ---------- | ------------- | ------------- | ------------------------ | -------------------- | ---------- | ---------- | ---------- |
| 1980                                                                            | 381 300              | 410 000   | 93.0           | 27         | 8             | 19            | 14 122                   | 1                    | 21         | 47         | 16         |
| 1990                                                                            | 485 000              | 510 817   | 94.9           | 27         | 14            | 13            | 17 962                   | 9                    | 15         | 33         | 21         |
| 1999                                                                            | 570 000              | 641 000   | 88.9           | 36         | 22            | 14            | 15 833                   | 36                   | 14         | 60         | 29         |
| 2000                                                                            | 580 000              | 650 000   | 89.2           | 44         | 25            | 19            | 13 181                   | 41                   | 19         | 62         | 29         |
| 2001                                                                            | 590 000              | 670 000   | 88.1           | 48         | 33            | 15            | 12 291                   | 41                   | 15         | 63         | 38         |
| 2002                                                                            | 500 095              | 600 000   | 83.3           | 51         | 32            | 19            | 9805                     | 48                   | 19         | 62         | 40         |
| 2003                                                                            | 500 095              | 600 000   | 83.3           | 54         | 35            | 19            | 9261                     | 72                   | 19         | 63         | 70         |
| 2004                                                                            | 500 100              | 650 000   | 76.9           | 54         | 35            | 19            | 9261                     | 72                   | 19         | 63         | 42         |
| 2010                                                                            | 591 000              | 743 000   | 79.5           | 67         | 48            | 19            | 8820                     | 82                   | 19         | 56         | 48         |
| 2014                                                                            | 621 000              | 781 000   | 79.5           | 57         | 43            | 14            | 10 894                   | 71                   | 17         | 30         | 48         |
| 2017                                                                            | 609 631              | 728 154   | 83.7           | 60         | 48            | 12            | 10 160                   | 90                   | 12         | 42         | 48         |
| 2020                                                                            | 631 216              | 755 801   | 83.5           | 65         | 51            | 14            | 9711                     | 98                   | 14         | 44         | 51         |
| 2022                                                                            | 646 620              | 774 248   | 83.5           | 73         | 56            | 17            | 8857                     | 95                   | 17         | 42         | 48         |
| Fuente: Catholic-Hierarchy, que a su vez toma los datos del Anuario Pontificio. |                      |           |                |            |               |               |                          |                      |            |            |            |

## Episcopologio
| Foto | Escudo | Nombre                           | Período                                                                         |
| ---- | ------ | -------------------------------- | ------------------------------------------------------------------------------- |
|      |        | Nicolás de Jesús López Rodríguez | 16 de enero de 1978-15 de noviembre de 1981 nombrado arzobispo de Santo Domingo |
|      |        | Jesús María de Jesús Moya        | 20 de abril de 1984-31 de mayo de 2012 retirado                                 |
|      |        | Fausto Ramón Mejía Vallejo       | 31 de mayo de 2012-15 de mayo de 2021 retirado                                  |
|      |        | Ramón Alfredo de la Cruz Baldera | Desde el 15 de mayo de 2021                                                     |